# Victor Bérard
Victor Bérard, nacido en 1864 en Morez (Jura) y fallecido en 1931, fue un helenista, diplomático y político  francés. Es sobre todo conocido por su traducción al francés de la Odisea de Homero, así como por sus intentos de reconstruir los viajes de Ulises.

## Biografía
Era hijo de Jean Baptiste Bérard, farmacéutico en Morez. Su hermano menor,  Léon Bérard, profesor de la Facultad de Medicina de Lyon, fue un conocido oncólogo.
Victor Bérard era estudiante en la École normale supérieure (1884-1887) y se convirtió en miembro de la École française d'Athènes (1887-1890). Como tal, hizo muchas visitas al entonces Imperio Otomano y se preocupó por el genocidio armenio así como por las minorías del estado encabezado por el sultán Abdul Hamid II. Su tesis doctoral versó sobre el culto a Arcadia y su génesis. Enseñó geografía desde 1896 hasta 1914 en la École supérieure de marine y en la École Pratique des Hautes Études. 
Su famosa traducción en prosa rítmica de la Odisea supuso una importante contribución a la reactivación de la filología en Francia en el seno de la Association Guillaume Budé. 
Inspirado por el éxito excepcional de Heinrich Schliemann en el terreno de la arqueología tras descubrir Troya, y queriendo dar realidad a la Odisea, se propuso visitar, a partir de una reconstrucción de las condiciones de navegación de la época, las orillas del  Mediterráneo frecuentadas por Ulises, el héroe de Homero. Para ello, utilizó su propio barco y siguió las instrucciones de la misma Odisea. Realmente, como historiador y geógrafo, se había inspirado en Estrabón y sus libros de geografía, y en Tucídides, pues dado el descubrimiento de Troya habían sido validados por consiguiente.
Fue el senador de  Jura 1920 a 1931 y presidente de la Comisión de Asuntos Exteriores del Senado hasta 1929.

## Obra

### Ensayos
- Victor Bérard y Martin Melkonian: La Politique du Sultan - Les massacres des Arméniens: 1894-1896 (1897), col. Les Marches du Temps.
- Victor Bérard: Révolutions de la Perse: les provinces, les peuples et le gouvernement du roi des rois. París: Librairie Armand Colin, 1910.
- Victor Bérard: La France d'Afrique. Vers Le Sahara (1911), en La Revue de Paris.
- Victor Bérard: La Mort de Stamboul (1913).
- Victor Bérard: Un mensonge de la science allemande. Les « Prolégomènes à Homère » de Frédéric-Auguste Wolf (1917, 2ª edición), ed. Hachette et Cie, París, In-12 broché, 288 p.
- Victor Bérard: Les Phéniciens et l'Odyssée (1902-1903, reeditado en 1927), ed. Armand Colin, París.
- Victor Bérard: Les navigations d'Ulysse en 4 vol.: I. Ithaque et la Grèce des Achéens ; II. Pénélope et les barons des îles ; III. Calypso et la mer de l'Atlantide ; IV. Nausicaa et le retour d'Ulysse (1927-1929, reeditado en 1971), ed. Armand Colin, París.
- Victor Bérard: L'Odyssée d'Homère. Etude et analyse. (1931), Paul Mellotée Editeur, París.
- Victor Bérard: La Résurrection d'Homère en 2 volúmenes I. Au temps des héros, II. Le drame épique  (1930), ed. Bernard Grasset, París.
- Victor Bérard: Dans le sillage d'Ulysse, album odysséen avec des photos de Frédéric Boissonnas (1933, posth.), ed. Armand Colin, París.

### Traducciones
- Homère (1924). Odyssée (Victor Bérard, trad.). París: Les Belles lettres.